# 野崎啓造

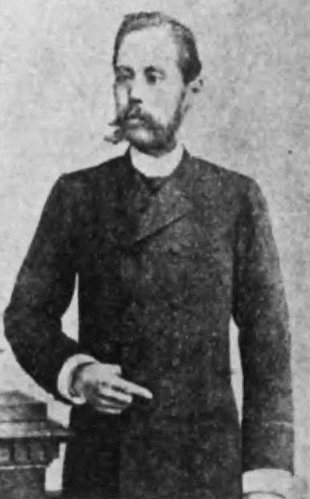
野崎啓造

野崎 啓造（のざき けいぞう、嘉永5年2月14日（1852年3月4日）- 明治43年（1910年）11月17日）は、日本の検事総長、貴族院勅選議員。

## 経歴
広島藩士の子として、広島城下に生まれた。広島藩学問所（現：修道中学校・高等学校）にて学ぶ。1875年（明治8年）より司法省に出仕し、検事補を経て、1881年（明治14年）に検事に昇進した。1889年（明治22年）、ドイツ・フランスへ司法事務の視察に赴いた。帰国後、横浜地方裁判所検事正、東京地方裁判所検事正を歴任し、1893年（明治26年）、大審院検事となった。その後また地方に転出し、大阪地方裁判所検事正を経て、1894年（明治27年）に広島控訴院検事長、1898年（明治31年）に東京控訴院検事長に就任した。同年、検事総長に抜擢され、1904年（明治37年）まで務めた。
その後、1905年（明治38年）12月13日に貴族院議員に勅選され、死去するまで在職した。

## 栄典
- 1896年（明治29年）6月30日 - 勲四等瑞宝章[7]
- 1899年（明治32年）12月27日 - 勲三等瑞宝章[8]